# Parrhesia
Trong hùng biện, parrhesia là một hình thức phát biểu được mô tả như: "Nói thẳng thắn, hoặc yêu cầu được tha thứ vì đã dám nói như vậy."